# Bischofshofen
Bischofshofen osztrák város Salzburg tartomány Sankt Johann im Pongau járásában. 2018 januárjában 10 540 lakosa volt. 

## Fekvése

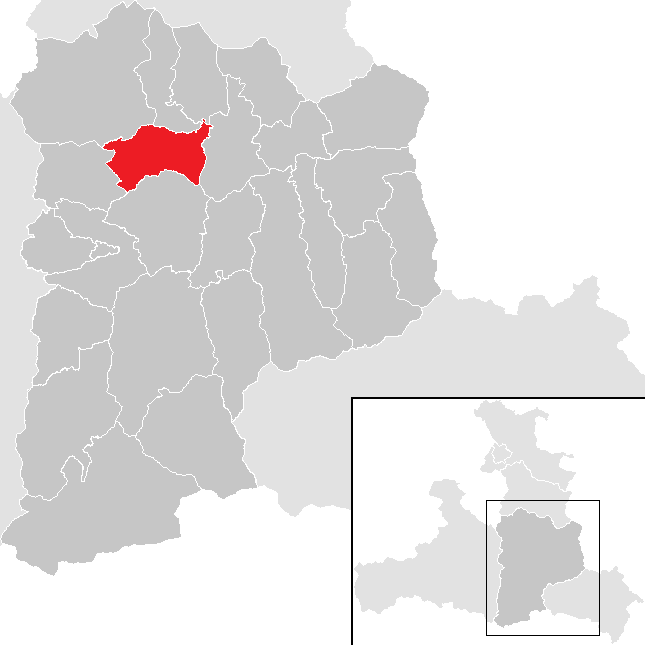
Bischofshofen a St. Johann im Pongau-i járásban

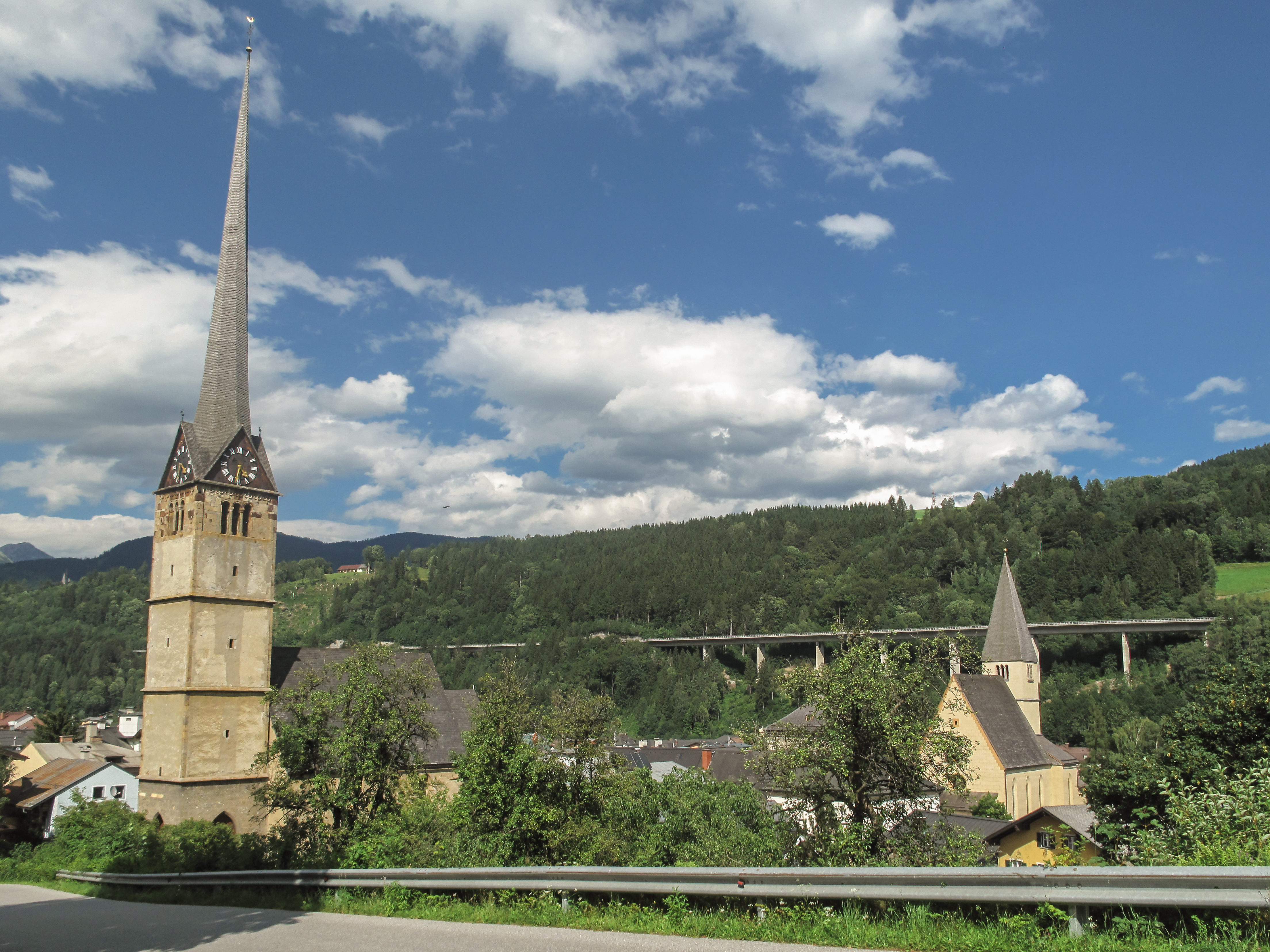
A Miasszonyunk-templom (balra) és a Szt. Miksa-plébániatemplom (jobbra)

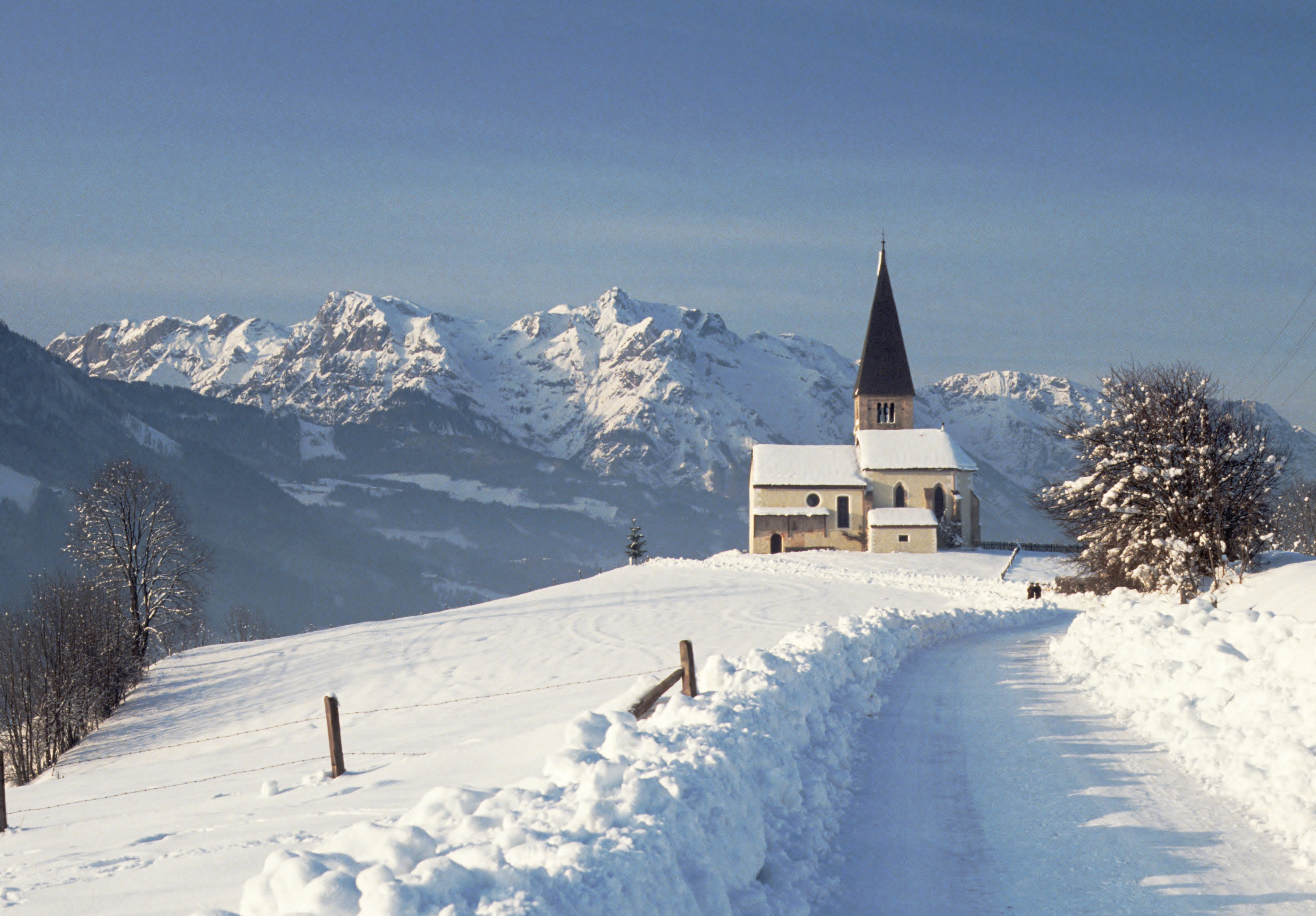
A buchbergi templom

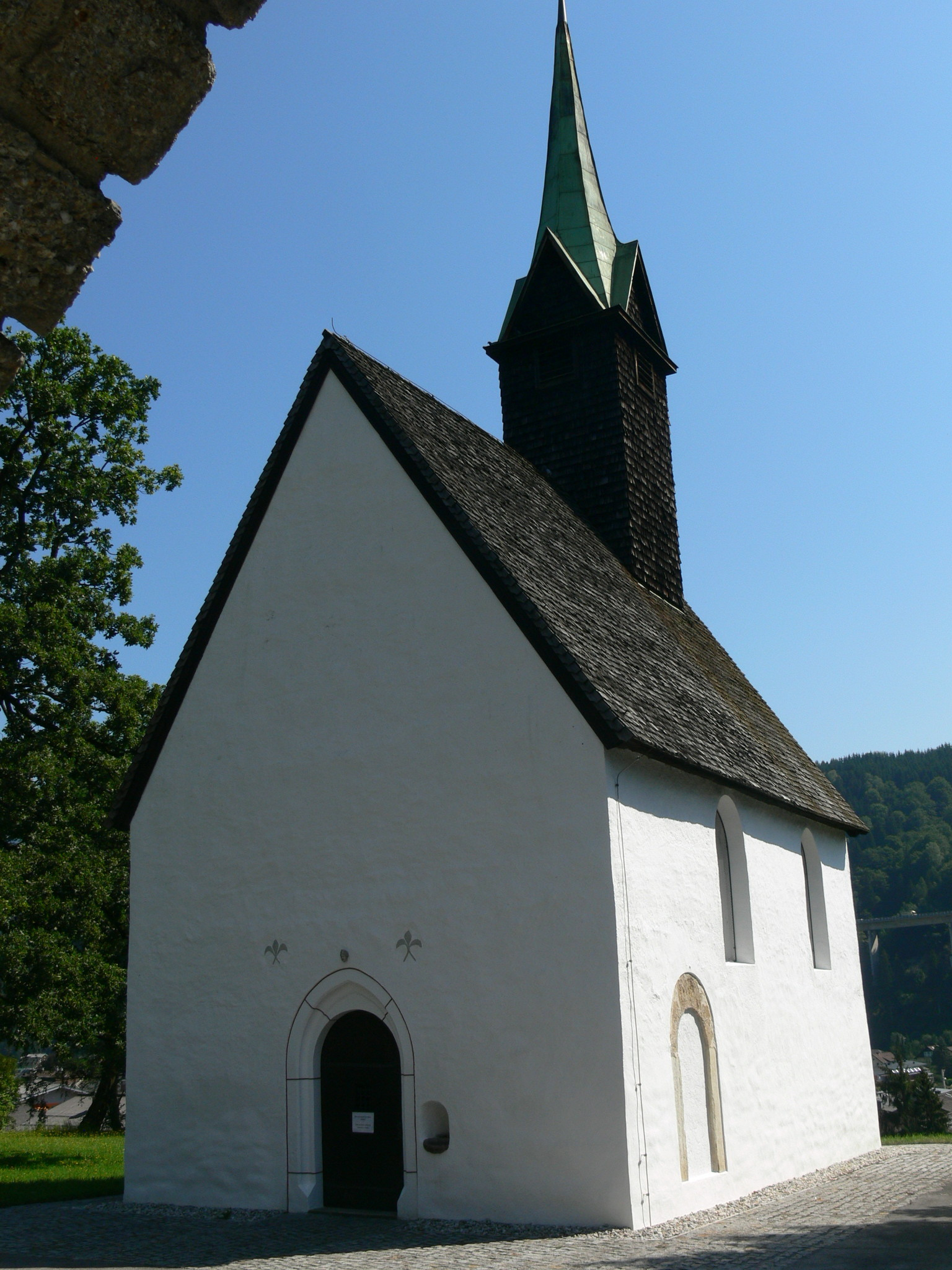
A Szt. György-templom

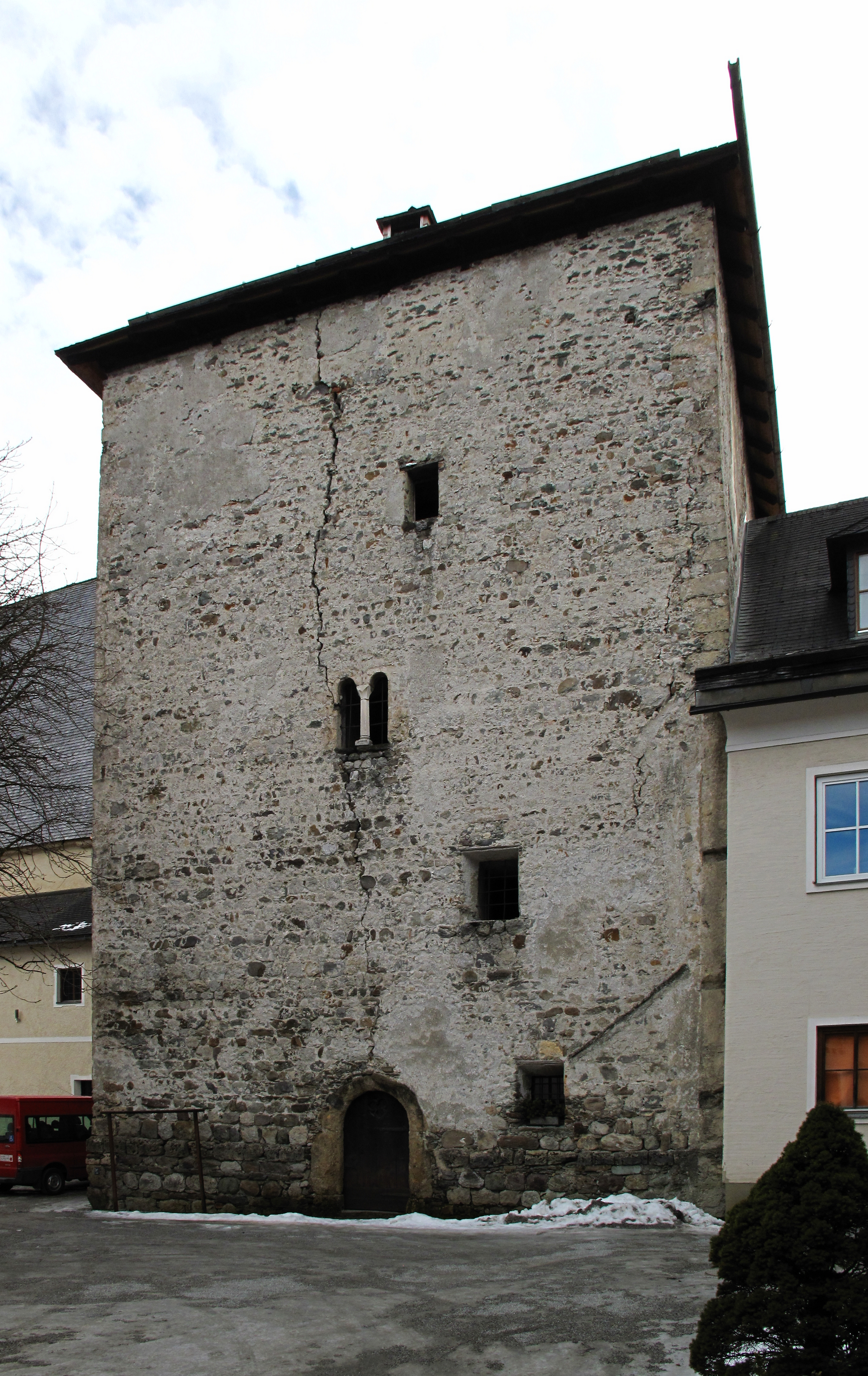
A Kastenturm

Bischofshofen Salzburg tartomány Pongau régiójában fekszik a Salzach folyó mentén. A környező hegyek: nyugaton a Hochkönig (Berchtesgadeni-Alpok), északkeleten a Tennen-hegység (Salzburgi Magas-Mészkő-Alpok), délkeleten a Hochgründeck (Salzburgi Pala-Alpok). A városi önkormányzat 9 települést, illetve városrészt egyesít: Bischofshofen (7457 lakos 2018-ban), Mitterberghütten (1368), Laideregg (540), Gainfeld (94), Haidberg (91), Buchberg (437), Kreuzberg (333), Winkl (73) és Alpfahrt (147). 
A környező önkormányzatok: északra Pfarrwerfen, északkeletre Werfenweng, keletre Hüttau, délre Sankt Johann im Pongau, nyugatra Mühlbach am Hochkönig, északnyugatra Werfen.

## Története
A Bischofshofen körüli térségben a kelták előtti népesség (kb. i.e. 3000-i.e. 700 között) rezet bányászott. A vaskorban felhagytak a tevékenységgel és csak 2500 évvel később, 1827-ben kezdték el ismét kitermelni az ércet (a rézbányát 1959-ben bezárták). A 17-18. században vasércet is bányásztak. Az i.e. 6-5. században a hallstatti-, majd La Tène-i kultúrákhoz tartozó kelták települtek meg a térségben, akik a közeli Hallein sóbányáját termelték ki. I.e. 15-ben a kelták noricumi királyságát a rómaiak annektálták. Ebből a korból sírköveket, egy villa rusticát, mérföldköveket tártak fel. A népvándorlás után a 6.7. században bajorok vándoroltak a régióba. 
711/712-ben először említik írásban Pongau a régió nevét (pongowe). Ekkor alapították a mai plébániatemplom elődjét (Cella Maximiliana), amit a közeli Karantánia szlávjai a 8. században elpusztítottak. A Bischofshofen körüli földbirtokok ekkor a salzburgi érsek tulajdonában voltak, tulajdonképpen az érsek birtokainak magvához tartoztak. A települést neve (Hoven) először 1151-ben szerepel egy oklevélben. 1106-ban egy kis ágostonos kolostort alapítottak, amely 1216-ban a chiemseei püspökség fennhatósága alá került. A település egyházközsége viszont érseki felügyelet alatt maradt; ez a kettősség 1803-ig fennállt. 1405-ben először fordul elő a település mai neve (Bischofhof) a forrásokban. A település világi ura az érsek hűbéresének és megbecsült miniszteriálisának számító Pongowe lovagi nemzetság volt, akik Bachfall (vagy Purchstall) várából igazgatták birtokukat. Bischofshofen a 14. században mezővárosi jogokat kapott. 1458-ban és 1462-ben a térség (Pongau, Pinzgau, Brixental, valamint Radstadt városa) parasztjai fellázadtak az érsek új adói miatt. A reformáció után 1526-ban a magas adókkal sanyargatott bischofshofeniek csatlakoztak a német parasztok általános felkeléséhez. Hohenwerfen várát elfoglalták a lázadók, Salzburg várát pedig három hónapon át ostrom alatt tartották. 
1732-ben az érsek elűzte földjeiről a protestánsokat; Bischofshofenből és Werfenből több mint 4000 ember (a lakosság 70%-a) költözött át Poroszországba. 1803-ban szekularizálták az egyházi földbirtokokat, majd egy rövid időszakot követően (amikor Napóleon visszaállította a salzburgi érsek hatalmát) 1816-ban Salzburg tartomány Ausztriához került. A napóleoni háborúk pusztítását a település sokáig nem heverte ki, még 1869-ben is megvoltak nyomai. A vasút építése 1875 körül kezdődött és a rézbányászattal karöltve gazdasági fellendülést hozott magával. Bischofshofen a Pongau gazdasági központjává vált, 1900-ban ismét mezővárosi rangra emelték. 1940-ben a dél-tiroli népességcserét követően sok menekült talált itt otthont. 
Bischofshofen 2000-ben kapott városi státuszt. 

## Lakosság
A bischofshofeni önkormányzat területén 2017 januárjában 10 540 fő élt. A lakosságszám 1991 óta azonos szinten stagnál. 2016-ban a helybeliek 82,9%-a volt osztrák állampolgár; a külföldiek közül 1,9% a régi (2004 előtti), 4% az új EU-tagállamokból érkezett. 9,3% a volt Jugoszlávia (Szlovénia és Horvátország nélkül) vagy Törökország, 1,9% egyéb országok polgára. 2001-ben a lakosok 72,3%-a római katolikusnak, 2,7% evangélikusnak, 1,7% ortodoxnak, 8,9% mohamedánnak, 10,8% pedig felekezet nélkülinek vallotta magát. Ugyanekkor 14 magyar élt a városban és a nagyobb nemzetiségi csoportokat a német (86,9%) mellett a törökök (3,8%), horvátok (2,5%) szerbek (2,2%) és bosnyákok (1,8%) alkották.  
A lakosság számának változása:

| 2016 | 10 483 |
| 2018 | 10 540 |

## Látnivalók
- a Szt. Miksa-plébániatemplom
- a Kastenturm múzeum a templom mellett
- a Miasszonyunk templom
- a Szt. György-templom
- a Buchbergi-templom
- a volt Szt. Rupert-missziósház (ma magángimnázium)
- Bachsfall várának romjai

Bischofshofen neve síugrósáncai révén nemzetközileg is ismert. Itt rendezik meg minden év január 6-án a Négysánc-verseny utolsó versenyét és itt tartják a végső eredményhirdetést is. 1999-ben helyszíne volt az Északi sívilágbajnokságnak is.

## Testvérvárosok
- Unterhaching (Németország)
- Adeje (Spanyolország)

## Fordítás
- Ez a szócikk részben vagy egészben  a   Bischofshofen című német Wikipédia-szócikk ezen változatának fordításán alapul.  Az eredeti cikk szerkesztőit annak laptörténete sorolja fel. Ez a jelzés csupán a megfogalmazás eredetét és a szerzői jogokat jelzi, nem szolgál a cikkben szereplő információk forrásmegjelöléseként.